# Lista de prefeitos de São Sebastião do Paraíso
Esta é a lista de prefeitos do município de São Sebastião do Paraíso, estado brasileiro de Minas Gerais.

## Período monárquico
| Nº | Nome                                 | Imagem | Início do mandato    | Fim do mandato          | Observações                    |
| 1  | José Aureliano de Paiva Coutinho     |        | 21 de agosto de 1873 | 7 de janeiro de 1874    | Presidente da Câmara Municipal |
| 2  | Vicente Ferreira Carvalhaes Sobrinho |        | 7 de janeiro de 1874 | 7 de janeiro de 1878    | Presidente da Câmara Municipal |
| 3  | Manoel Borges Campos                 |        | 7 de janeiro de 1878 | 8 de fevereiro de 1881  | Presidente da Câmara Municipal |
| 4  | Herculano Cândido de Mello e Souza   |        | 8 de janeiro de 1881 | 7 de janeiro de 1883    | Presidente da Câmara Municipal |
| 5  | José Cândido Pinto Ribeiro           |        | 7 de janeiro de 1883 | 7 de janeiro de 1887    | Presidente da Câmara Municipal |
| 6  | Antônio Pimenta de Pádua             |        | 7 de janeiro de 1887 | 15 de fevereiro de 1890 | Presidente da Câmara Municipal |

## Período republicano
| Nº | Prefeito                            | Imagem                | Partido                                      | Início do mandato       | Fim do mandato                                         | Observações                                              |
| 1  | Francisco Soares Neto               |                       | União Conservadora Republicana UCR           | 15 de fevereiro de 1890 | 3 de dezembro de 1891                                  | Agente Executivo                                         |
| 2  | José Aureliano de Paiva Coutinho    |                       | União Conservadora Republicana UCR           | 3 de dezembro de 1891   | 7 de março de 1892                                     | Agente Executivo                                         |
| 3  | Antônio Pimenta de Pádua            |                       | União Conservadora Republicana UCR           | 7 de março de 1892      | 12 de novembro de 1894                                 | Agente Executivo                                         |
| 4  | Francisco Adolfo de Araújo Serra    |                       | União Conservadora Republicana UCR           | 12 de novembro de 1894  | 2 de janeiro de 1898                                   | Agente Executivo                                         |
| 5  | Francisco Soares Neto               |                       | Partido Republicano Mineiro PRM              | 2 de janeiro de 1898    | 18 de dezembro de 1898                                 | Agente Executivo                                         |
| 6  | Herculano Cândido de Mello e Souza  |                       | Partido Republicano Mineiro PRM              | 2 de janeiro de 1898    | 2 de janeiro de 1903                                   | Agente Executivo                                         |
| 7  | Manuel Dutra da Silva               |                       | Partido Republicano Mineiro PRM              | 2 de janeiro de 1903    | 1º de janeiro de 1905                                  | Agente Executivo                                         |
| 8  | Placidino Brotero Franklin Brigagão |                       | Partido Republicano Mineiro PRM              | 1º de janeiro de 1905   | 1º de junho de 1912                                    | Agente Executivo                                         |
| 9  | José Pimenta de Pádua               |                       | Partido Republicano Mineiro PRM              | 1º de junho de 1912     | 1º de janeiro de 1916                                  | Ausentou-se (saúde) entre 22/Out/1913 e 22/Set/1914      |
| —  | José de Souza Soares                |                       | Partido Republicano Mineiro PRM              | 22 de outubro de 1913   | 22 de setembro de 1914                                 | Vice-Prefeito assumiu Prefeitura                         |
| 10 | José Francisco de Paula             |                       | Partido Republicano Mineiro PRM              | 1º de janeiro de 1916   | 1º de janeiro de 1919                                  | Agente Executivo                                         |
| 11 | José de Oliveira Rezende            |                       | Partido Republicano Mineiro PRM              | 1º de janeiro de 1919   | 4 de janeiro de 1924                                   | Agente Executivo                                         |
| 12 | Alferes Octávio Peres               |                       | Partido Republicano Mineiro PRM              | 4 de janeiro de 1924    | 13 de maio de 1927                                     | Agente Executivo                                         |
| 13 | Paulo Duarte Guedes                 |                       | Partido Republicano Mineiro PRM              | 13 de maio de 1927      | 16 de julho de 1928                                    | Agente Executivo                                         |
| 14 | Euclides Soares Vasconcelos         |                       | Partido Republicano Mineiro PRM              | 16 de julho de 1928     | 20 de novembro de 1928                                 | Agente Executivo                                         |
| 15 | Emílio Carnevale                    |                       | Partido Social Trabalhista PST               | 20 de novembro de 1928  | 3 de março de 1931                                     | Agente Executivo                                         |
| 16 | José de Oliveira Resende            |                       | Partido Social Trabalhista PST               | 3 de março de 1931      | 28 de outubro de 1932                                  | Prefeito nomeado                                         |
| 17 | Paulo de Andrade Costa              |                       | Partido Progressista PP                      | 28 de outubro de 1932   | 4 de junho de 1933                                     | Prefeito nomeado                                         |
| 18 | José Honório Vieira Junior          |                       | Partido Progressista PP                      | 4 de junho de 1933      | 21 de maio de 1935                                     | Prefeito nomeado                                         |
| 19 | João de Oliveira Brasil             |                       | Partido Progressista PP                      | 21 de maio de 1935      | 8 de julho de 1936                                     | Vice-Prefeito assumiu Prefeitura                         |
| 20 | José de Oliveira Brandão            |                       | Partido Progressista PP                      | 8 de julho de 1936      | 28 de março de 1939                                    | Prefeito nomeado                                         |
| 21 | João Pio de Figueiredo Westin       |                       | Partido de Ação Nacional PAN                 | 28 de março de 1939     | 21 de novembro de 1945                                 | Prefeito nomeado                                         |
| 22 | João Batista da Costa e Silva       |                       | Partido Social Democrático PSD               | 21 de novembro de 1945  | 30 de janeiro de 1946                                  | Prefeito nomeado                                         |
| 23 | João Pio de Figueiredo Westin       |                       | Partido Social Democrático PSD               | 17 de fevereiro de 1946 | 13 de janeiro de 1947                                  | Prefeito nomeado                                         |
| 24 | Julio Falcone                       |                       | Partido Republicano Progressista PRP         | 13 de janeiro de 1947   | 31 de março de 1947                                    | Prefeito nomeado                                         |
| 25 | Manoel Palma Vieira                 |                       | União Democrática Nacional UDN               | 26 de março de 1947     | 25 de dezembro de 1947                                 | Prefeito nomeado                                         |
| 26 | Luiz Pimenta Neves                  |                       | Partido Social Progressista PSP              | 25 de dezembro de 1947  | 31 de janeiro de 1951                                  | Prefeito eleito em sufrágio universal                    |
| 27 | Geraldo Fróes                       |                       | União Democrática Nacional UDN               | 31 de janeiro de 1951   | 31 de janeiro de 1955                                  | Prefeito eleito em sufrágio universal                    |
| 28 | Sebastião Pimenta Montans           |                       | Partido Social Progressista PSP              | 31 de janeiro de 1955   | 31 de janeiro de 1959                                  | Prefeito eleito em sufrágio universal                    |
| 29 | Manoel Palma Vieira                 |                       | União Democrática Nacional UDN               | 31 de janeiro de 1959   | 31 de janeiro de 1963                                  | Ausentou-se (saúde) entre 30/Maio/1961 e 15/Dez/1962     |
| —  | Alberto Mumic                       |                       | União Democrática Nacional UDN               | 30 de maio de 1961      | 15 de dezembro de 1962                                 | Vice-prefeito assumiu temporariamente                    |
| 30 | Argemiro de Pádua                   |                       | União Democrática Nacional UDN               | 31 de janeiro de 1963   | 31 de janeiro de 1967                                  | Prefeito eleito em sufrágio universal                    |
| 31 | Alípio Mumic                        |                       | União Democrática Nacional UDN               | 31 de janeiro de 1967   | 31 de janeiro de 1971                                  | Prefeito eleito em sufrágio universal                    |
| 32 | Luiz Ferreira Calafiori             |                       | Aliança Renovadora Nacional ARENA            | 31 de janeiro de 1971   | 31 de janeiro de 1973                                  | Prefeito eleito em sufrágio universal                    |
| 33 | Alípio Mumic                        |                       | Aliança Renovadora Nacional ARENA            | 31 de janeiro de 1973   | 31 de janeiro de 1977                                  | Prefeito eleito em sufrágio universal                    |
| 34 | Waldir Marcolini                    |                       | Partido Democrático Social PDS               | 31 de janeiro de 1977   | 1º de fevereiro de 1983                                | Prefeito eleito em sufrágio universal                    |
| 35 | João Mambrini Filho                 |                       | Partido Democrático Social PDS               | 1º de fevereiro de 1983 | 31 de dezembro de 1988                                 | Prefeito eleito em sufrágio universal                    |
| 36 | Waldir Marcolini                    |                       | Partido da Frente Liberal PFL                | 1º de janeiro de 1989   | 31 de dezembro de 1992                                 | Prefeito eleito em sufrágio universal                    |
| 37 | Lair Furtado                        |                       | Partido da Frente Liberal PFL                | 1º de janeiro de 1993   | 31 de dezembro de 1996                                 | Prefeito eleito em sufrágio universal                    |
| 38 | Pedro Luiz Cerize Filho             |                       | Partido da Social Democracia Brasileira PSDB | 1º de janeiro de 1997   | 31 de dezembro de 2000                                 | Prefeito eleito em sufrágio universal                    |
| 39 | Marilda Petrus Melles               |                       | Partido da Frente Liberal PFL                | 1º de janeiro de 2001   | 31 de dezembro de 2004                                 | Prefeita eleita licenciada entre 17/01/2003 a 06/03/2003 |
| —  | Enoc José Neto                      |                       | Partido da Frente Liberal PFL                | 17 de janeiro de 2003   | 06 de março de 2003                                    | Vice-prefeito assumiu após licença do titular            |
| 40 | Mauro Lúcio da Cunha Zanin          |                       | Partido da Frente Liberal PFL                | 1º de janeiro de 2005   | 31 de dezembro de 2008                                 | Prefeito eleito em sufrágio universal                    |
| 40 | Mauro Lúcio da Cunha Zanin          | Democratas DEM        | 1º de janeiro de 2009                        | 31 de dezembro de 2012  | Prefeito reeleito em sufrágio universal                |                                                          |
| 41 | Rêmolo Aloise                       |                       | Partido da Social Democracia Brasileira PSDB | 1º de janeiro de 2013   | 19 de setembro de 2016                                 | Prefeito e vice eleitos renunciaram aos seus cargos      |
| 42 | Walker Américo Oliveira             |                       | Partido Trabalhista Brasileiro PTB           | 20 de setembro de 2016  | 31 de dezembro de 2016                                 | Prefeito interino (Presidente da Câmara municipal)       |
| 42 | Walker Américo Oliveira             | 1º de janeiro de 2017 | Partido Trabalhista Brasileiro PTB           | 31 de dezembro de 2020  | Prefeito eleito afastado entre 29/04/2019 a 30/04/2019 |                                                          |
| —  | Dilma Aparecida De Oliveira         |                       | Partido Socialista Brasileiro PSB            | 29 de abril de 2019     | 30 de abril de 2019                                    | Vice-prefeita assume após afastamento do titular         |
| 43 | Marcelo Morais                      |                       | Partido Social Cristão PSC                   | 1º de janeiro de 2021   | Atual                                                  | Prefeito eleito em sufrágio universal                    |